# NGC 714
NGC 714 је лентикуларна галаксија у сазвежђу Андромеда која се налази на NGC листи објеката дубоког неба.
Деклинација објекта је + 36° 13' 17" а ректасцензија 1h 53m 29,6s. Привидна величина (магнитуда) објекта NGC 714 износи 13,2 а фотографска магнитуда 14,1. NGC 714 је још познат и под ознакама UGC 1358, MCG 6-5-37, CGCG 522-47, PGC 7009.